# Линдси, Джеймс, 5-й граф Балкаррес
Джеймс Линдсей, 5-й граф Балкаррес (англ. James Lindsay, 5th Earl of Balcarres; 14 ноября 1691 — 20 февраля 1768) — шотландский пэр и военный.

## Происхождение
Родился 14 ноября 1691 года. Младший сын Колина Линдси, 3-го графа Балкарреса (1652—1722), и его четвертой жены, леди Маргарет Кэмпбелл (? — 1747), дочери Джеймса Кэмпбелла, 2-го графа Лаудона, и леди Маргарет Монтгомери.
25 июля 1736 года после смерти своего бездетного старшего брата, Александра Линдси, 4-го графа Балкарреса (1690—1736), Джеймс Линдси унаследовал титулы 5-го графа Балкарреса (Пэрство Шотландии), 6-го лорда Линдси из Балкарреса (Пэрство Шотландии) и 6-м лорда Линдси и Балнейла (Пэрство Шотландии).

## Военная карьера
Джеймс Линдси вступил в Королевский флот в возрасте 13 лет и прослужил в нем 12 лет. В октябре 1705 года он поступил на службу на 70-пушечный линейный корабль HMS Ipswich в качестве матроса. Он перевелся в этом чине на 70-пушечный корабль HMS Bedford в ноябре 1706 года и служил на нем до мая следующего года. В июне 1707 года он был переведен на 64-пушечный корабль HMS Defiance, получив оценку матроса, и был повышен до мичмана на нем в декабре. В сентябре 1708 года Джеймс Линсди был переведен на 70-пушечный корабль HMS Burford, сдав экзамен в апреле 1710 года на чин лейтенанта. В мае 1711 года он был отправлен на 24-пушечный фрегат HMS Lizard. 30 июня он поступил на службу вторым лейтенантом на 54-пушечный корабль HMS Portland, где прослужил до октября 1712 года. Это была его последняя служба на флоте.
После своего возвращения в Шотландию Джеймс Линдси присоединился к своему отцу во время якобитского восстания 1715 года и принимал участие в битве при Шерифмуре. После подавления восстания он был вынужден некоторое время скрываться в близлежащем замке Ньюарк, пока его тётя не добилась для него помилования, хотя в 1716 году он был уволен из флота. Затем он поступил на службу в британскую армию и участвовал в Войне за австрийское наследство, участвовал в битвах при Деттингене в 1743 году и при Фонтенуа в 1745 году.
После того как он ушел из армии, он сосредоточился на улучшении дома и ферм поместья в Балькаррес-хаусе.

## Брак и семья
24 октября 1749 года в Эдинбурге 58-летний Джеймс Линдси женился на 22-летней Энн Далримпл (25 декабря 1727 — 20 ноября 1820), дочери сэра Роберта Далримпла и Энн Канингем. У супругов было восемь сыновей и три дочери:
- Леди Энн Линдси (8 декабря 1750 — 6 мая 1825), поэтесса и автор песен, в 1793 году вышла замуж за Эндрю Барнарда[3]
- Александр Линдси, 6-й граф Балкаррес (18 января 1752 — 27 марта 1825)[1], в 1780 году женился на Элизабет Далримпл
- Леди Маргарет Линдси (1753 — 1 декабря 1814), в 1770 году она в первый раз вышла замуж за Александра Фордайса. В 1812 году она вышла замуж вторично за сэра Джеймса Лэмба, 1-го баронета
- Достопочтенный Роберт Линдси (25 января 1754 — 18 мая 1836)[1], в 1788 году он женился на Элизабет Дик, от которой у его было шесть детей.
- Достопочтенный Колин Линдси (1755—1795), армейский офицер, погиб в бою на Гренаде.
- Достопочтенный Джеймс Стэр Линдси (1758—1783), армейский офицер, убит при Куддалоре. Не женат.
- Достопочтенный Уильям Линдси (1759—1785), утонул на острове Святой Елены.
- Преподобный Чарльз Далримпл Линдси (15 декабря 1760 — 8 августа 1846)[1], в 1790 году женился в первый раз на Элизабет Файделл, от брака с которой у него было трое детей. В 1798 году он женился вторым браком на Кэтрин Куссмейкер, от брака с которой у него был один сын.
- Подполковник Джон Линдси (15 марта 1762 — 6 марта 1826)[1], в 1800 году женился на леди Шарлотте Норт, дочери Фредерика Норта, 2-го графа Гилфорда
- Леди Элизабет Линдси (11 октября 1763 — 26 мая 1858)[1], в 1782 году она вышла замуж за Филиппа Йорка, 3-го графа Хардвика
- Достопочтенный Хью Линдси (30 октября 1765 — 23 апреля 1844)[1], в 1799 году женился на Джейн Дафф-Гордон, дочери достопочтенного Александра Гордона, лорда Роквилла.

## Смерть
Лорд Балкаррес скончался 20 февраля 1768 года в возрасте 76 лет в Балкарресе, Файф, Шотландия, где и был похоронен. Его титул унаследовал его старший сын Александр Линдси, 6-й граф Балкаррес.